# Begoña (Vorname)
Begoña ist ein baskischer weiblicher Vorname. Er hat seinen Ursprung im Namen der Jungfrau von Begoña, der Schutzpatronin der baskischen Provinz Bizkaia. Der Namenstag ist am 11. Oktober.

## Namensträgerinnen
- Begoña Aretxaga (1960–2002), baskisch-US-amerikanische Anthropologin
- Begoña Errazti (* 1957), baskische Politikerin
- Begoña Fernández (* 1980), spanische Handballspielerin
- Begoña Gómez (* 1964), spanische Judoka
- Begoña Urroz (1958–1960), baskisches Todesopfer eines Terroranschlags
- Begoña Vargas (* 1999), spanische Schauspielerin
- Begoña Vía Dufresne (* 1971), spanische Seglerin
- Begoña Vila (* 1963), spanische Astrophysikerin
- Begoña Villacís (* 1977), spanische Rechtsanwältin und Kommunalpolitikerin